# زوجة الرجل الثري (فلم)
زوجة الرجل الثري (بالإنجليزية:  The Rich Man's Wife) فيلم تشويق وإثارة أمريكي من تأليف وإخراج إيمي هولدن جونز عام 1996. الفيلم من بطولة هالي بيري، بيتر جرين، كليف أوين، وكريستوفر ماكدونالد  وتدور الأحداث حول زوجة تصبح مشبوهة عندما يُقتل زوجها ويشك المحققون في حجة غيابها.
صدر الفيلم إلى دور العرض الأمريكية في 13 سبتمبر 1996
منح موقع قاعدة بيانات الأفلام على الإنترنت (IMDB) الفيلم درجة 5.2/ 10.
منح موقع قاعدة بيانات الأفلام العربية "السينما.كوم" الفيلم درجة 5.5/ 10.

## طاقم التمثيل
هالي بيري: في دور جوزي بوتينزا
بيتر جرين: في دور كول ويلسون
كليف أوين: في دور جيك جولدن
كريستوفر ماكدونالد: في دور توني بوتينزا
فرانكي فايسون: في دور المحقق رون لويس
تشارلز هالاهان: في دور المحقق دان فريدريكس
كليا لويس: في دور نورا جولدن
ألان ريتش: في دور بيل أدولف
لويدا راموس: في دور جريس
وليام كروس: في دور سائق سيارة أجرة
إيدي فرانسيس: في دور نادل 

## أحداث الفيلم
يتداعى زواج جوزي بوتينزا (هالي بيري) وزوجها منتج هوليوود توني بوتينزا (كريستوفر ماكدونالد) بسبب تعاطيه الزائد للخمور والإنشغال الدائم بعمله. نسعى جوزي لبداية جديدة مع زوجها وقضاء إجازة رومانسية في كوخ منعزل على ضفاف البحيرة. يقرر توني العودة سريعا لإنجاز بعض الأعمال، وتفضل جوزي البقاء. تذهب جوزي إلى حانة وهناك تلاحظ رجلاً يتابعها بنظراته، وتغادر على الفور ولكن سيارتها تتعطل في الطريق، وهنا يظهر رجل الحانة، كول ويلسون (بيتر جرين)، الذي يساعدها ويظهر لها أنه شخص مسالم، ويدعوها للعشاء في اليوم التالي وتقبل. تناقش جوزي زواجها غير السعيد على مائدة العشاء، ويتلقف كول كلماتها عن رغبتها أحياناً في موت زوجها ويقدم عرضاً لها بقتل زوجها. أثناء عودتهم إلى كوخ جوزي يظهر كول في شكل حاد الطباع ويقود السيارة بسرعة مخيفة مع إطفاء أنوارها. تصاب جوزي بحالة هستيرية، وعند وصول السيارة للكوخ يحاول كول أغتصاب جوزي التي تسارع إلى مطبخها وتتناول مسدسها وتطلقه عليه ولكنه يصاب بخدش بسيط، ويتوعدها بالانتقام.
يتوقف توني عن معاقرة الخمر ويعمل على إصلاح زواجه. في طريقه إلى المنزل ذات ليلة ممطرة، يتوقف توني عند ماكينة صراف آلي، بينما يخفى كول نفسه في المقعد الخلفي لسيارة توني، ويجبره على القيادة إلى حديقة منعزلة ويطلق النار عليه عدة مرات، ثم يتوجه إلى بيت جوزي ويكشف أنه قتل زوجها. يحذرها إذا أبلغت الشرطة فسوف يخبرهم أنها وظفته لقتل توني، ويطلب 30 ألف دولار مقابل صمته. تستجوب الشرطة جوزي عن مقتل زوجها وتخفي عنهم تورط كول، لكن المحقق دان فريدريكس (تشارلز هالاهان) يتشكك في أقوالها، بينما شريكه الأسمر رون لويس (فرانكي فايسون) يتهمه بالشك في جوزي لمجرد أنها سمراء وزوجها أبيض. تخبر جوزي حبيبها جاك غولدن (كليف أوين) صاحب المطعم والمتعثر مالياً، أنها تعرف هوية قاتل توني لكنه يحذرها من الكشف عن أي شيء. كان جاك يحاول الحصول على المال لتمويل أعماله الفاشلة عندما قام شريكه توني بإنقاذه، ولكن جاك استأجر كول لقتل توني حتى تصبح جوزي حرة في الزواج منه ويمكنه الاستفادة من ثروتها. تنشأ التعقيدات عندما يخبر المحامي بيل أدولف (ألان ريتش) جوزي أن جميع أصول زوجها كانت باسمه وتوفي دون وصية. يتم تجميد جميع حسابات توني ويتعين على جوزي الانتظار لفترة غير محددة من الوقت حتى تشرف المحكمة على الوصية. بينما تحاول نورا (كليا لويس)، زوجة جاك السابقة، إقناع الشرطة بأنه ربما قتل توني. تصبح جوزي هدفًا لكول المختل على نحو متزايد، بعد قتل جاك، يقوم كول بحبسها في مرآبها ولكن جوزي يحالفها الحظ وتتمكن من قتله. تطالب جوزي من رجال الشرطة الدفاع عن نفسها، وعندما تخبرهم نورا أنها لا تعتقد أن جوزي ذكية بما يكفي لتدبير أي من الأحداث التي وقعت، يسمح لها رجال الشرطة بالرحيل، غير مدركين أن المرأتين شريكتان في الجريمة.

## استقبال الفيلم
حصل الفيلم على آراء سلبية حيث منحه موقع "الطماطم الفاسدة" تقييماً مقداره 13% بناءاً على آراء 15 ناقداً سينمائياً.
كتب الناقد روجر إيبرت من صحيفة شيكاغو صن تايمز في 13 سبتمبر 1996: "أن الفيلم يستمر بشكل مرضي إلى حد ما لمدة 94 دقيقة، وبعد ذلك في الستين ثانية الأخيرة يتوقع منا مراجعة كل شيء اعتقدنا أننا نعرفه أو خمنناه أو اكتشفناه - فقط بسبب نهاية تعسفية"، يشيد إيبرت بالحوار وتطور الشخصية، لكنه ينتقد النهاية التي تنفي بشكل مفاجئ تطور الحبكة السابقة.
قال لورنس فان جيلدر من صحيفة نيويورك تايمز: "الفيلم لا يدين كثيرًا بفيلم ألفريد هيتشكوك المثير "غرباء على قطار" وإلى كل تلك الأفلام التي يظهر فيها مهووسو القتل بشكل غير متوقع، وتسمع النساء الوحيدات صرير الأبواب وخطوات الأقدام المشؤومة، وتندلع العواصف الرعدية عند اللحظات المريحة والأزواج الذين يتشاركون أسرارهم المزعجة يسارعون على طول الطرق المظلمة والمهجورة بينما تكتسح مساحات الزجاج الأمامي لقطات مقربة لوجوههم المتوترة. كما يدين هذا الفيلم بدين لجمهوره، الذي يتعرض مصداقيته لضريبة شديدة عند نقاط التحول حيث يقوم الأفراد العقلاء بذلك. نختلف مع تصرفات جوزي."
وصف إدوارد جوثمان من صحيفة سان فرانسيسكو كرونيكل الفيلم بأنه "قطعة من النوع المقبول مع تقلبات حبكة غريبة وتمثيل متوسط المستوى من بيري الرائعة"، وقارن جوثمان الفيلم بميلودراما لانا تورنر القديمة مع المجموعات اللامعة والتصوير الفوتوغرافي ذي التركيز الناعم والنطاق العاطفي الأوبرالي، وتابع قائلاً: "يقدم جونز هذه الشريحة من لحم الخنزير مع الاتجاه اللطيف والتصوير الفوتوغرافي الوسيم لهاسكل ويكسلر، ويستمر في تحريف الحبكة وافتراضاتنا حتى المشهد الأخير. إنه تحويل، قمامة جيدة المظهر، وقد يكون أكثر قابلية للدفاع إذا كانت البطلة بيري موهوبة حقًا ولم يكن لديها الصوت الرقيق الخاص بمشجعات المدارس الثانوية."
شعرت باربرا شولجاسر من صحيفة سان فرانسيسكو إكزامينر أن السبب الوحيد لمشاهدة الفيلم هو مشاهدة ممثلة ساحرة تدعى "كليا لويس" ... تلعب دور زوجة سابقة مظلومة وتسرق العرض في مشهدين قصيرين. أما بقية الفيلم فهو تشويش مع تقلبات الحبكة القديمة ومحاولة عرجاء لما اعتقد صانعو الفيلم أنه سيكون نهاية مفاجئة لأن الحوار قد فشل، وعلى طول نصف الوقت كان الجمهور يتوسل للشخصيات بعدم القيام بنفس الأشياء الغبية التي رأيناها جميعًا وقامت شخصيات الفيلم بأفعال رأيناها مئات المرات من قبل في أفلام سيئة بنفس القدر."
كتبت الكاتبة والمخرجة آمي هولدن جونز: "سيناريو سخيف آخر من سيناريوهات جيمي لي كورتيس، بما في ذلك سيناريو فيلم "عرض غير اللائق"، وواصلت الكاتبة: "ليس هناك حقًا أي عذر لعدم الكفاءة المطلقة لهذا الفيلم."
كتب جودفري شيشاير من مجلة فارايتي: "نادرًا ما بدت الإثارة روتينية كما هو الحال في "زوجة الرجل الثري"، والفيلم عبارة عن سيناريو تم إنشاؤه بواسطة نسخة مطبوعة من الكمبيوتر... على الرغم من أن نصها هو مصدر الفيلم المبتكر أشعر أن اتجاه المخرجة جونز هو بشكل عام من أهم العناصر. فبالإضافة إلى اهتمامها بالممثلين الداعمين، فإنها توفر مظهرًا مصقولًا وسلسًا وتثبت فعاليتها بشكل خاص في تركيب مشاهد الحركة العميقة."
ظهرت الممثلة هالي بيري عام 2019 في برنامج "العرض المتأخر المتأخر The Late Late Show with James Corden" مع جيمس كوردن، وسُئلت بيري عما إذا كانت قد أدركت ذات مرة، أثناء التصوير، أن الفيلم سيُستقبل بشكل سيئ، ردت متحدثةً عن "زوجة الرجل الثري"، قائلةً: "أنا آسفة لكل من عمل في هذا الفيلم، الجميع، للآسف، لكن الحقيقة هي الحقيقة، كنت أعرف نوعاً ما أنه لن يكون أعظم تجربة سينمائية للناس. تذهب إلى هذه الأفلام دائمًا مع أفضل النوايا. ثم في بعض الأحيان تكون في موقع التصوير وتدرك، "ماذا حدث لي؟، هل كنت مخدرة عندما وافقت على القيام بذلك؟"

## وصلات خارجية
- مقالات تستعمل روابط فنية بلا صلة مع ويكي بيانات